# Tiszaeszlár megállóhely
Tiszaeszlár megállóhely egy Szabolcs-Szatmár-Bereg vármegyei vasúti megállóhely Tiszaeszlár településen, a MÁV üzemeltetésében. A központtól mintegy 4 kilométerre délkeletre helyezkedik el, a MÁV-Újtelep nevű különálló településrész nyugati szélén, közúti elérését a 3634-es útból kiágazó 36 316-os számú mellékút teszi lehetővé.

## Vasútvonalak
A megállóhelyet az alábbi vasútvonalak érintik:
- Ohat-Pusztakócs–Görögszállás-vasútvonal

## Kapcsolódó állomások
A megállóhelyhez az alábbi állomások vannak a legközelebb:
- Kisfástanya megállóhely (Ohat-Pusztakócs–Görögszállás-vasútvonal)
- Bashalom megállóhely (Ohat-Pusztakócs–Görögszállás-vasútvonal)

## Forgalom
| Járat        | Útvonal                                                                                             | Gyakoriság   |
| ------------ | --------------------------------------------------------------------------------------------------- | ------------ |
| személyvonat | Tiszalök – Hajnalos – Kisfástanya – Tiszaeszlár – Bashalom – Görögszállás – Nyírtelek – Nyíregyháza | Napi 1 pár   |
| személyvonat | Tiszalök – Hajnalos – Kisfástanya – Tiszaeszlár – Bashalom – Görögszállás                           | 1-2 óránként |